# Нємец Борис Йосипович
Борис Йосипович Нємєц (1919, Здолбунів— ?) — радянський футболіст, який грав на позиції нападника. Після закінчення кар'єри футболіста — футбольний суддя і тренер. Відомий насамперед як перший тренер команди «Волинь» у лізі майстрів.

## Біографія
Борис Нємєц грав у команді луцького «Динамо» ще з вересня 1939 року в обласних та міжобласних змаганнях, а в післявоєнний час грав у її складі в III групі чемпіонату СРСР, в якій виступали найсильніші аматорські команди на позиції нападника, і виступав у цій команді до закінчення своєї кар'єри футболіста в 1952 році.
Тренерську кар'єру Борис Нємєц розпочав ще у 1950 році, ще під час виступів на футбольних полях, був тренером луцького «Динамо» у 50-х роках XX століття. Одночасно у 50-х роках він також судив футбольні матчі, мав звання судді республіканської категорії. У березні 1960 року Бориса Нємєца призначили на посаду старшого тренера новоствореної луцької команди майстрів класу «Б», яка отримала назву «Волинь». Команда під керівництвом Нємєца непогано стартувала в першості, проте в середині сезону головний тренер з невідомих причин залишив команду. Подальша доля Бориса Нємєца невідома.